# Early Mabuza
Early Mabuza (* in Sophiatown; † 1969) war ein südafrikanischer Musiker (Schlagzeuger, Bandleader) des Modern Jazz.
Mabuza spielte in den 1950er Jahren mit Dollar Brand. Chris McGregor holte ihn als Schlagzeuger in das Sextett Blue Notes; 1963 gehörte er zu McGregors Castle Lager Big Band. 1964 war er mit eigenem Quartett erfolgreich am Castle Lager Jazz Festival beteiligt. Dann bildete er die Early Mabuza Big Five; zu seinen Big Five gehörten Barney Rachabane, Ernest Mothle und Julian Bahula. 1968 zog Winston Mankunku Mabuzas Trio für die Einspielung seines erfolgreichen Albums Yakhal’Nkomo heran.
Mabuza war mit Sängerin Busi Mhlongo verheiratet, mit der er auch konzertierte. Seine Schwester war die südafrikanische Unternehmerin und Talkshow-Masterin Felicia Mabuza-Suttle.
Gideon Nxumalo spielte 1970 das Tributalbum Early Mart ein. Chris McGregor widmete ihm sein Stück Early Bird.